# Буги ле Невил
Буги ле Невил (фр. Bougy-lez-Neuville) насеље је и општина у централној Француској у региону Центар (регион), у департману Лоаре која припада префектури Орлеан.
По подацима из 2005. године у општини је живело 174 становника, а густина насељености је износила 10,4 становника/km². Општина се простире на површини од 16,73 km². Налази се на средњој надморској висини од 116 метара (максималној 144 m, а минималној 123 m).

## Демографија
| 1962. | 1968. | 1975. | 1982. | 1990. | 2011. |
| ----- | ----- | ----- | ----- | ----- | ----- |
| 104   | 93    | 95    | 148   | 180   | 188   |

График промене броја становника у току последњих година